# Marcelino Cedano
Marcelino M. Cedano (1888-1962) fue un militar mexicano que participó en la Revolución mexicana.
Nació en Villa de Teocuitlán de Corona, Jalisco, el 18 de junio de 1888, hijo de J. Merced M. Cedano y Severa Mora. Se tituló de profesor normalista, fundador de la escuela "Cruz Gálvez" en Hermosillo, Sonora, y trabajo posteriormente en la Escuela de Artes y Oficios en Guadalajara, Jalisco. Se integró al Partido Antirreleccionista en su estado y con posterioridad a la Junta Revolucionaria de Jalisco al proclamarse el Plan de San Luis. Fue preso y enviado a la Ciudad de México a la penitenciaria en 1910, liberado por Francisco I. Madero ese mismo año, al triunfo de la Revolución. Lucho contra el Huertismo al lado del general Esteban Baca Calderón, nombrado comandante militar de Tepic en 1916, y comandante de la brigada “Leales de Sinaloa”, como Jefe de Armas.

## Fuerte promotor del sindicalismo
Electo diputado al Congreso Constituyente de Querétaro por el segundo distrito con cabecera en Santiago Ixcuintla y encargado de defender el cambio del Territorio de Tepic a Estado Libre y Soberano de Nayarit. Participó en el Congreso Constituyente de Querétaro en la discusión de los artículos 3o. 5o. 24, 27,28, 123 y 130 así como los relacionados con temas sociales.

## Desempeño como funcionario
Fue Asesor de la Comisión de Trabajo y Previsión de la Cámara de Diputados del Congreso de la Unión para formular la Ley del Trabajo Reglamentaria de los Artículos 5o. y 123 Constitucionales, entre 1924 y 1925. Fue Inspector de Trabajo en Jalisco, Nayarit y Sonora entre 1927 y 1929, y de 1943 y 1948. Fue inspector de la Junta de Conciliación y Arbitraje del Estado de México.
Fue director de varias revistas desde 1909 en diversas partes de la República. Alcanzó el grado de coronel en el movimiento armado revolucionario, murió el 12 de agosto de 1962, siendo sepultado en el Lote de Constituyentes de la Ciudad de México.

## Obras
Publicó varios libros para teatro como:
- Culpas Ajenas
- Venganza
- Amanecer Nacional

- Datos: Q5995593